# アイスランドの歴史

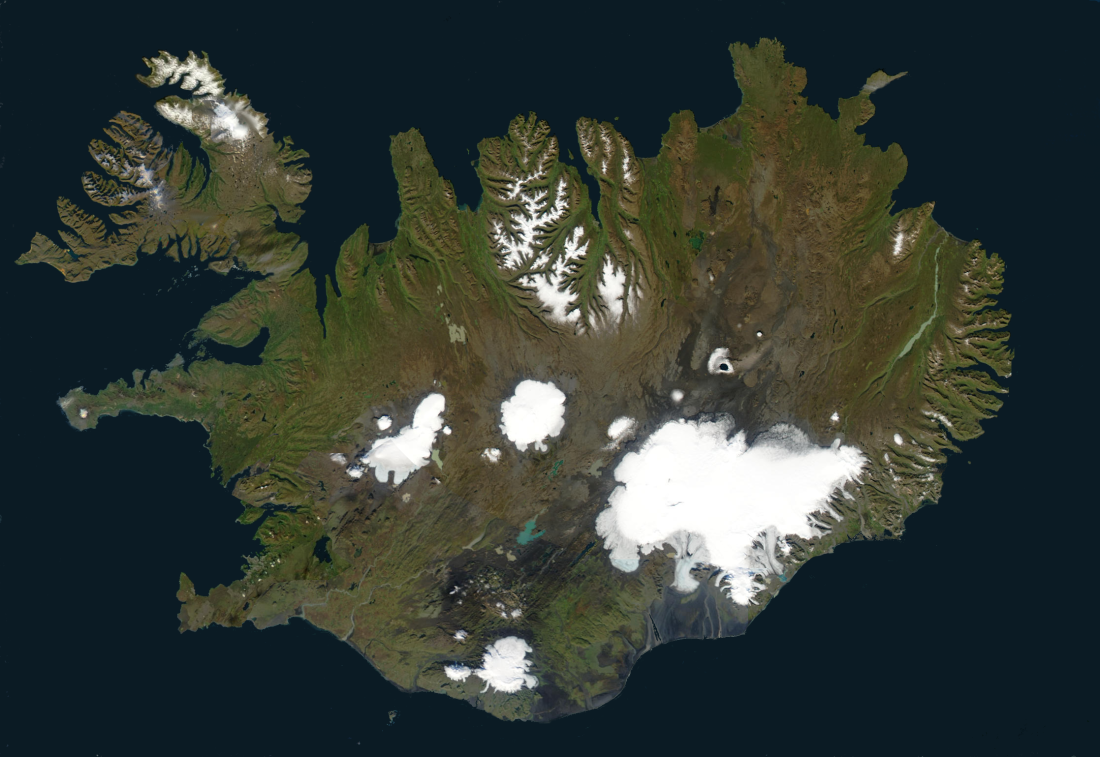
アイスランド島

アイスランドの歴史（アイスランドのれきし）では、北大西洋にあるアイスランド島地域の歴史について記述する。

## 前史
アイスランドは元々無人の島だった。紀元前300年頃に古代ギリシア人によって発見されていたという記録がある。古代ギリシア人のピュテアスと言う学者が、現在のノルウェー海まで航海をし、その海洋にある「トゥーレ」と言う島を発見したとされている。
中世には、「ウルティマ・トゥーレ」と呼ばれ、アイスランドやグリーンランドのような地域は漠然と「極地」、「北の果て」と呼ばれ、ヨーロッパ人からは存在すら忘れ去られていた。

## 植民と開拓

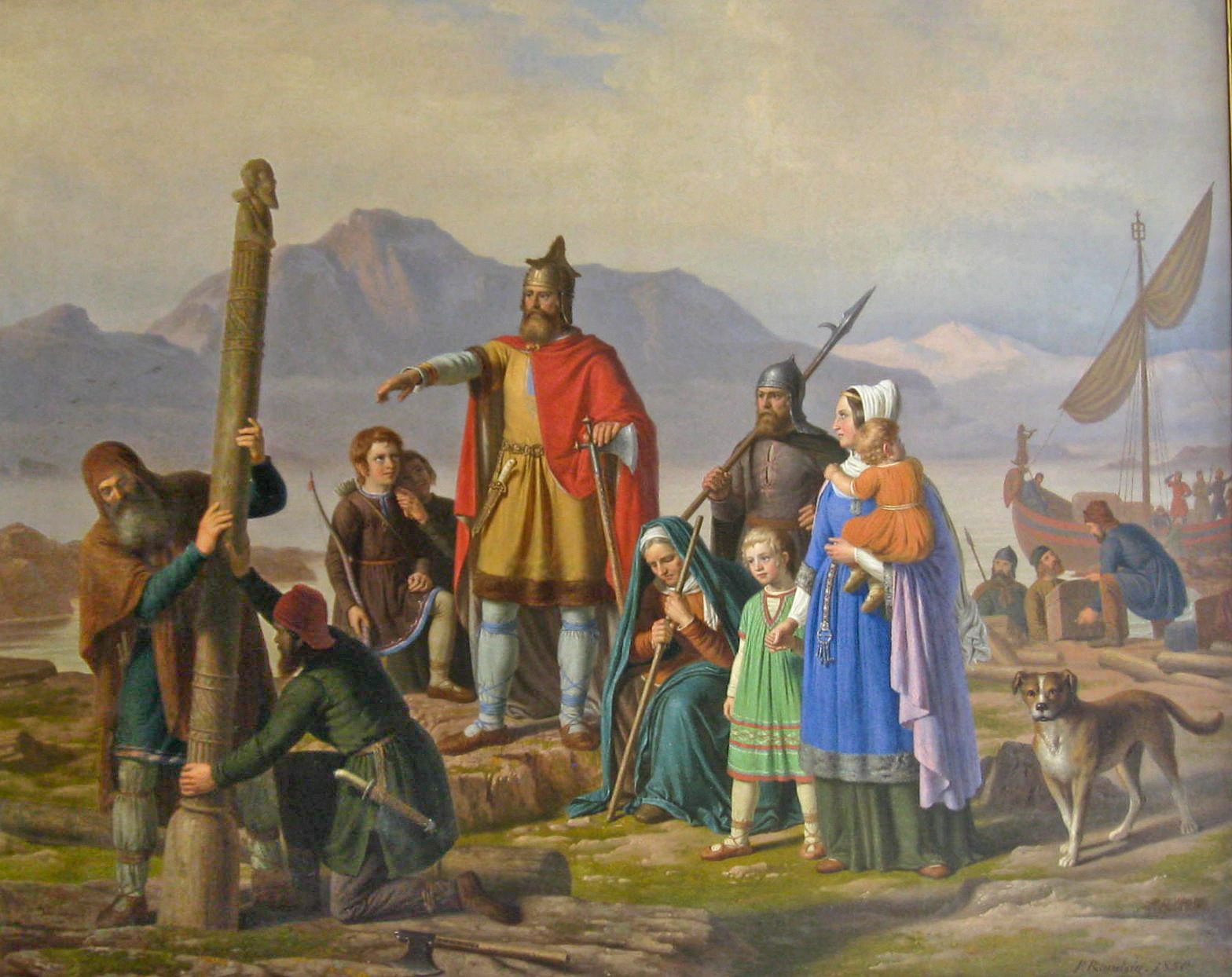
インゴールヴル・アルナルソン

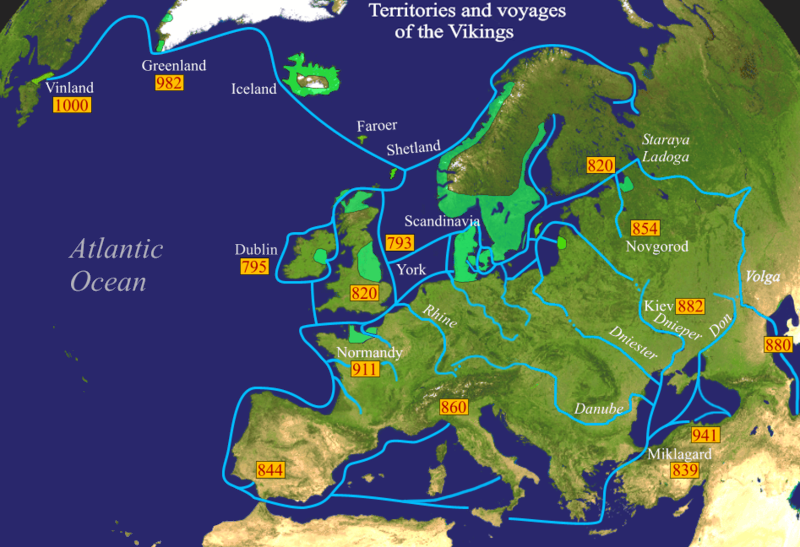
レイフ・エリクソンの行程

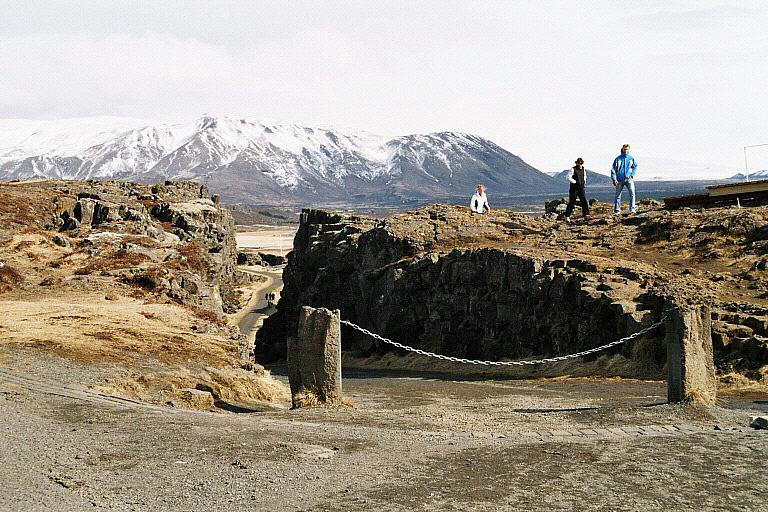
シンクヴェトリル、アルシングの議席。

初めてここで越冬したのはヴァイキングのインゴールヴル・アルナルソンだと言われている。なお、『植民の書』によれば、彼に先だってアイスランドを発見した人が「氷の島」と呼んだのが国名の由来とされる。
全島の調整機関として世界最古の近代議会とも言われるアルシングが創設され植民は終了した。初期のアイスランドは定住地域ごとに自治が行われ、国王の君臨する他のヨーロッパの国とは異なっていた。アルシングの集会はシンクヴェトリルにおいて各夏に2週間にかけて招集された。そこでゴジと呼ばれる指導者は、法律を改正したり、論争を解決したり、訴訟に判決を下すために陪審員を任命した。法律は文書化されなかったが、その代わりに、選ばれた「法の宣言者」(lögsögumaður)によって記憶された。中心的な行政上の権力がなかったことから、法律はただ人々によって施行されていた。このことが血讐を招き、アイスランド人のサガの作者に多くの題材を提供した。
アルシングでは商業的な取引も行われ、ゴジが交易地の治安維持や価格設定を行った。価値尺度には銀が秤量貨幣となり、実際の支払いにはヴァズマールという自家製の羊毛布を主に用いた。外国商人は越冬する際に農場で生活し、主人の保護を受ける代わりに農作業や戦闘を手伝う互酬関係をもった。互酬は結婚、葬儀、祭日の贈り物でも重要とされ、社会的地位を保つために返礼が行われた。返礼には武力支援や詩作も含まれた。
985年、赤毛のエイリークがグリーンランドを発見し、グリーンランドへの植民が行われた。992年（実際は1000年頃）にエイリークの息子であるレイフ・エリクソンが北米に渡る。以後、僅かではあるが北米への植民が行なわれた。その時代からの定住地が南西グリーンランドとカナダ東部で見つかった。『赤毛のエイリークのサガ』や『グリーンランド人のサガ』といったサガが移民の功績を伝えている。

### 年表
- 793年、ヴァイキング時代が始まる[6]。
- 870年頃、インゴゥルブル・アルトナルソンがアイスランドの最初の植民者となる[6]。
- 930年までにノルウェー人（ノルマン人）と、スコットランドおよびアイルランドのケルト人等が中心となり、およそ2万人が移住。930年にアルシングが創設され植民は終了した。
- 985年、赤毛のエイリークがグリーンランドを発見。
- 992年、エイリークの息子レイフ・エリクソンが北アメリカに渡る。

## キリスト教化
アイスランドの移民の間では異教信仰が優位であった。しかし10世紀までには、キリスト教への改宗を強いるノルウェーからの政治的圧力が増した。ノルウェー王の下で、また王がアイスランドに差し向けた司祭によって、多くの著名なアイスランド人が新しい信仰を受け入れた。1000年に、異教徒とキリスト教徒との間での内戦の可能性が出てきた。アルシングは、裁定によって宗教の問題を解決するために、族長の一人リョーサンヴァトンのトルゲイルを任命した。トルゲイルは、国が全体としてキリスト教に改宗しなければならないと決めた。しかし、異教の神々は密かに崇拝しても良いとした。
最初のアイスランド人の司教はイスレイブ(Ísleifr Gizurarson)で、1056年にブレーメンの司教Adalbertによって任命された。
10世紀から13世紀にかけては、大麦や小麦、教会用のワイン、建築用に木材が輸入された。輸出品としてはシロハヤブサなどの猛禽類、セイウチやイッカクの牙など希少財が有名であり、他に羊毛布のヴァズマールが他国に比べ安価で良質であり多く輸出された。。

### 年表
- 1066年、ウィリアム征服王による英国攻略。ヴァイキング時代が終わる[6]。
- 1120年-1230年、文芸（サガ、エッダ）の時代[6]。
- 1230年-1264年、長編サガ、ストゥルルングの時代[6]。

## 植民地時代
13世紀にはノルウェーの介入を誘うことになり、1241年、権勢を誇ったスノッリ・ストゥルルソンが暗殺され、1262年にはノルウェーの事実上の植民地となる。
14世紀以降は干し魚が重要な輸出品となる。干し魚には特にタラが用いられた。干し魚はドイツ商人によって大陸へ輸出され、ヴァズマールに代わって貨幣として用いられるようになる。ノルウェーの他にイギリスも取引や漁業のためにアイスランドを訪れ、ノルウェーと利害を共にするハンザ同盟の商人とイギリス人の間で対立も起きた。漁業が主要産業となり、のちの16世紀のアイスランドの紋章には、王冠を戴くタラが描かれている。
外国による支配、ペストの流行、飢饉、1783年のラキ火山噴火などで人口が大幅に減り、困窮状態に陥る。しかし、18世紀半ば以降様々な産業が興り、回復していく。1814年のキール条約により、デンマーク＝ノルウェーが解消されたが、アイスランドはデンマーク領として残された。

### 年表
- 1300年、ヘクラ火山が大噴火[6]。
- 1380年にはノルウェーとともにデンマークに帰属する。
- 1402年-1404年、ペストの蔓延により全島民の3分の2が死亡[6]。
- 1550年、デンマークの強制により新教ルター派に改宗した。
- 1602年、デンマークが通商交易を独占[6]。
- 1783年-1785年、ラキ山が噴火し大惨事に[6]。
- 1787年、自由通商交易が条件付きで認められる[6]。
- 1800年、アルシングが解散[6]。
- 1811年-1879年、ヨン・シグルズソンの指導下に自治権獲得闘争の時代[6]。
- 1818年、国立図書館創設[6]。
- 1843年、アルシングが諮問機関として再スタート[6]。
- 1854年、外国との通商交易の完全自由化を獲得[6]。
- 1861年、国立博物館創設[6]。
- 1874年、殖民1000年を迎える。デンマーク王から憲法と財政的独立が承認[6]。
- 1879年、英雄ヨン・シグルズソン死去[6]。

## 主権国家体制へ
1904年に自治を達成し、1874年に制定された憲法に基き、1904年からは首相が置かれた。1918年にはデンマークへの従属的同君連合を形成するアイスランド王国が発足。
第二次世界大戦中の1940年4月9日、ドイツのデンマーク侵攻により国王クリスチャン10世がドイツ占領下に置かれると、その翌10日にアルシングは、内閣への元首権限付与と、それまでデンマークが担当していた外交および沿岸警備の自主化を決議する。5月10日、イギリスが航路防衛の必要上から、中立であったアイスランドに対し、侵攻作戦を実施、全土を占領した。
1941年5月15日にはアイスランド王国の元首代行として摂政を設置しスヴェイン・ビョルンソンをその職に充てる法律がアルシングで可決された。7月7日、アメリカ合衆国のフランクリン・ルーズベルト大統領は、アイスランドのイギリス軍の守備部隊に代りアメリカ海軍が進駐することを発表。欧州に対して不干渉を貫いてきたアメリカの転換点ともなった。占領下のアイスランドではドイツ軍からの攻撃による島民の犠牲者が出た一方で、史上空前の好景気がもたらされた。
デンマークとの同君連合協定は1940年から3年以内に改定されることとなっていたが、その作業が行われなかったことから1943年12月31日をもって失効した。1944年の2月25日にアルシングはデンマークとの同君連合解消と共和制憲法を可決し、5月20日から23日にかけてのアイスランド王国憲法改正国民投票において、ともに圧倒的多数で承認された。これを受けて6月17日にアイスランド共和国が発足し、既に名目化していた王制と同君連合を解消した。初代大統領にはアイスランド王国摂政のビョルンソンが選出された。国王クリスチャン10世はなおもドイツ占領下にあったが、これに祝福のメッセージを送ることで事実上の承認を行った。
| 項目           | 賛成   | 賛成 | 反対  | 反対 | 無効/白票 | 投票総数 | 有権者 | 投票率 (%) | 結果 |
| 項目           | 票数   | %    | 票数  | %    | 無効/白票 | 投票総数 | 有権者 | 投票率 (%) | 結果 |
| -------------- | ------ | ---- | ----- | ---- | --------- | -------- | ------ | ---------- | ---- |
| 同君連合法廃止 | 71,122 | 99.5 | 377   | 0.5  | 1,559     | 73,058   | 74,272 | 98.4       | 承認 |
| 新憲法         | 69,435 | 98.5 | 1,051 | 1.5  | 2,572     | 73,058   | 74,272 | 98.4       | 承認 |

### 年表
- 1874年に自治法が制定。1904年に自治を達成する。
- 1911年、アイスランド大学創立[6]。
- 1917年、女性にも選挙権付与[6]。
- 1918年、デンマークと、元首（＝デンマーク国王）と外交を共通にする連合国、いわゆる同君連合として独立。アイスランドは、アイスランド王国となった。
- 1920年、最高裁判所設立[6]。
- 1930年、アルシング創設1000年を祝う[6]。
- 1944年6月17日にアイスランド共和国として、デンマークから分離・独立を宣言。

## 第二次大戦後
- 1945年、アイスランド航空の最初の国際便就航[6]。
- 第二次世界大戦後の1946年にアメリカ軍は撤退。
- 1947年、OEEC（現OECD）の原加盟国に[6]。
- 1949年、NATOの原加盟国に[6]。
- 冷戦の激化に伴い、1951年からはアメリカ軍の駐留が開始された。
- 1955年、主に英国との間にタラ戦争勃発。アイスランドが設定した領海・漁業専管水域をめぐる争い。アイスランド側の主張がほぼ認められ、1976年までにアイスランド側の勝利で終結。
- 1965年、古文書返還に関する条約をノルウェーと締結[6]。
- 1970年には欧州自由貿易連合(EFTA)に加盟、
- 1973年、ウェストマン諸島のヘイマエイ島火山噴火[6]。
- 1974年、殖民1100年記念。環状道路の完成[6]。
- 1980年、公選としては世界初の女性大統領誕生（84年、88年、92年再任）[6]。
- 1986年、米ソ首脳会談をアイスランドのホフディ・ハウスで開催[6]。
- 1994年、独立50周年を迎える[6]。
- 1994年には欧州経済領域(EEA)に加わるなど、欧州本土との経済活動は緊密となっている。
- 1996年、女性大統領ヴィグディス・フィンボガドッティル退任。新大統領にオラフル・グリムソン就任[6]。
- 1996年、ヴァトナヨークトルの氷河底火山グリームスヴォトンが大噴火[6]。
- 1996年、アイスランドを含む8カ国で北極評議会が発足。
- 2006年、冷戦の終結および脅威の変化に伴い、アメリカ軍の駐留が終了、ケプラヴィーク基地は閉鎖、ケプラヴィーク国際空港となった。
- 2008年、米国に端を発した世界金融危機のあおりを受け、主要銀行が破綻し、国有化される。カウプシング銀行は国有化後、債務不履行に陥り、国家経済は危機的状態に陥る。
- 2008年、北極海会議が開催される。参加国はアメリカ合衆国、カナダ、デンマーク（グリーンランドを含む）、ノルウェー、ロシアの5カ国で、北極評議会のうち、アイスランド（とフィンランドとスウェーデン）抜きでの会合となった。
- 2010年、エイヤフィヤトラヨークトル火山の噴火。